# Bionanotecnología
La bionanotecnología es la rama de la tecnología que trata de aprovechar el conocimiento de la biología molecular para construir máquinas a escala nano métrica, también llamadas nano máquinas.
La modificación de los sistemas  biológicos desde Biomoléculas hasta organizamos enteros, utilizando Nano materiales
Dentro de la bionanotecnologia, las células desempeñan un papel fundamental porque es la unidad funcional y estructural de la vida. Los nano materiales  tienen una efecto directo  en las células incluso, las células pueden Sintetizar,directa o indirectamente,diferentes nano materiales.
Los proyectos más avanzados están en el áreas médicas, particularmente en lo relacionado al tratamiento de enfermedades infecciosas, el tratamiento de algunos tipos de cáncer  y el transporte dirigido a fármacos. otros investigaciones contemplan aspectos como la terapia génica, que consiste en modificas la información genética para curar enfermedades y el desarrollo de nanoestructuras inteligentes  que puedan reconocer elementos nocivos para el cuerpo y los elimine.
Ejemplos de bionanotecnología son el uso de versiones modificadas artificialmente de la ATP-sintasa o la kinesina como motores.
En el área de alimentos, hay avances desde su producción (modificando pesticidas,fertilizantes etc.) hasta el tratamiento de enfermedades y regulación hormonal. Esto podría reducir el uso de sustancias química, hormonas y otros productos  cuyo uso representa un riesgo para la salud, asimismo, podemos mejorar la producción, e incluso, extender el tiempo de vida de algunos alimentos, al protegerlos de factores ambientales  que los descomponen.
Otro aspecto importante trata de la investigación del tratamiento del  agua  
En el área energética , hay muchos proyectos interesantes donde los nano materiales prometen mejorar la producción, eficiencia y manejo de la energía y de sus fuentes.
Los nano materiales para mejorar la capacidad fotosinetica.En micro plagas, para la producción de biodicel , también se realizan investigaciones para optimizar la batería y generar sistemas híbridos(artificial y biológico)
En algunas ocasiones nanobiotecnología se usa como sinónimo mientras que en otros tienen significados distintos.
- Datos: Q15079109